# Електросамокат
Електросамокат — невеликий індивідуальний транспортний засіб з електричним мотором, переважно використовується для руху у місті. Як правило розраховані на рух стоячи, однак є варіанти із сидінням. Електросамокат визначається як засіб мікромобільності.

## Призначення
Електросамокати призначені для пересування містом на невеликі відстані, наприклад, від дому до магазину, спортивного майданчика, парку тощо, або від автостоянки до будинку, якщо перед будинком немає місця для паркування. У зв'язку із цим електросамокати інколи називають транспортом «останнього кілометру». В багатьох містах сприяють поширенню електросамокатів, розширюють майданчики їх прокату сподіваючись на зменшення автомобільного руху, зниження потреб у паркомісцях та забруднення повітря.

## Принцип дії
Головними компонентами електросамокату є батарея, контролер, мотор та системи керування і навігації. Величина і потужність батареї впливає з одного боку на дальність ходу, а з іншого на вагу. Легкі самокати, з невеликою батареєю, зручні для перенесення та транспортування, але обмежені у кілометражі, натомість самокати із важкими батареями менш зручні в експлуатації, але дозволяють долати більшу дистанцію. Як правило, важкі електросамокати із тривалим ходом на одному заряді використовують для прокату, а легкі — для індивідуального використання. Через контролер, батарея зв'язана із мотор-колесом, яке може розташовуватись або спереду, або рідше ззаду. Також зустрічались варіанти з окремим мотором, поєднаним із колесом за допомогою ланцюга. Дані про рівень розряду батареї, кількість подоланих кілометрів та швидкість ходу виводиться на дисплей прикріплений у конструкції керма. Гальма мажуть бути або традиційні у вигляді колодок, або механічні — коли гальмування здійснюється притисканням ногою заднього болотника до колеса.